# Empis hirta
Empis hirta är en tvåvingeart som beskrevs av Friedrich Hermann Loew 1865. Empis hirta ingår i släktet Empis och familjen dansflugor. Inga underarter finns listade i Catalogue of Life.